# Бричківська сільська рада
Бричківська сільська рада — колишній орган місцевого самоврядування у Полтавському районі Полтавської області з центром у селі Бричківка.

## Населені пункти
Сільраді були підпорядковані населені пункти:
- c. Бричківка
- с. Гринівка
- с. Петрівка